# Bodo Uebber
Bodo Uebber (* 18. August 1959 in Solingen) ist ein deutscher Manager. Von 2003 bis 2019 war er Mitglied des Vorstands der DaimlerChrysler AG bzw. der Daimler AG (heute Mercedes-Benz Group). Er gehört weiteren Aufsichts- und Kontrollgremien an.

## Ausbildung
Uebber studierte Wirtschaftsingenieurwesen an der damaligen Universität Karlsruhe, die heute Teil des Karlsruher Instituts für Technologie ist, und schloss das Studium 1985 mit Diplom ab.

## Karriere
Im Anschluss an das Studium begann er im Controlling der Messerschmitt-Bölkow-Blohm  GmbH (MBB) in Stuttgart. 1988 wurde Uebber dort Leiter Kosten- und Ergebnisrechnung im Unternehmensbereich Verteidigungstechnik in Stuttgart. Ab 1992 war er Leiter Controlling bei der Dornier Luftfahrt GmbH in Oberpfaffenhofen und 1995 übernahm er die Leitung Controlling Raumfahrt/Verteidigung und Zivile Systeme der DASA AG in Ottobrunn. 1998 wurde er Geschäftsführer für Finanzen/Controlling und IT/Services bei MTU Aero Engines in München.
2001 wechselte er als Vorstandsmitglied zur DaimlerChrysler Services AG nach Berlin. Im Dezember 2003 wurde er Nachfolger von Klaus Mangold und somit Vorsitzender des Vorstands der DaimlerChrysler Services AG sowie Mitglied des Vorstandes der damaligen DaimlerChrysler AG in Stuttgart. Im Dezember 2004 wurde er Nachfolger von Manfred Gentz und übernahm dessen Funktion und Verantwortung im Vorstand der DaimlerChrysler AG für die Bereiche Finanzen & Controlling, das Geschäftsfeld Daimler Financial Services sowie Mergers & Acquisitions. Nach der Hauptversammlung im Mai 2019 schied er auf eigenen Wunsch aus dem Vorstand aus, Nachfolger ist seitdem Harald Wilhelm.
Darüber hinaus war Bodo Uebber von 2007 bis 2013 Mitglied und zusätzlich von 2009 bis 2012 Vorsitzender des Verwaltungsrates der EADS (European Aeronautic Defence and Space Company N.V.). Des Weiteren nahm Bodo Uebber während seiner Amtszeit im Vorstand der Daimler AG folgende Nebentätigkeiten bzw. Mandate wahr: Mitglied im Board of Directors der chinesischen BAIC Motor Corporation Ltd. sowie der Dachgesellschaft der Formel 1, Delta Topco, Mitglied im Präsidium und Vorstand des Deutschen Aktieninstitutes sowie Mitglied im Anlagebeirat des Deutschen Stifterverbandes. Seit Januar 2005 ist Bodo Uebber Mitglied und seit November 2012 zudem Vorsitzender des Berlin Center of Corporate Governance (BCCG). Am 9. Mai 2019 wurde er für fünf Jahre in den Aufsichtsrat der Adidas AG gewählt. Seit Ende 2023 ist er auch Aufsichtsrat der Flix SE.
Seit dem 30. Mai 2011 ist Uebber Aufsichtsratsmitglied der Bertelsmann SE & Co. KGaA sowie der Bertelsmann Management SE. Zudem gehört er seit dem 1. Oktober 2021 dem Kuratorium der gemeinnützigen Bertelsmann Stiftung an. Zum 1. Januar 2025 übernahm er den Vorsitz des Gremiums.